# حبيب غلوم
حبيب غلوم (19 نوفمبر 1963 -)، مخرج وممثل إماراتي. وعضو مؤسس لمسرح رأس الخيمة الوطني. مثل عدد كبير من الأعمال المسرحية منها : واقدساه، المهرجون، الخوف، الطوفة، حكاية لم ترويها شهرزاد وما كان لأحمد بنت سليمان، شارك في العديد من الأعمال الإذاعية والتلفزيون ممثلا ً ومخرجا، أشرف على العديد من الدورات المسرحية التدريبيةًً مشرفا ً ومحاضرا، يشغل منصب مدير المراكز الثقافية في وزارة الاعلام والثقافة في دولة الإمارات.

## الإصدارات
- تأثير المتغيرات الاقتصادية والاجتماعية على المسرح الخليجي.[2]
- وماذا بعد؟
- المختصر المفيد في المسرح العربي الجديد : المسرح في الإمارات.
- مسرحيات من الإمارات.
- العناصر الأصيلة في المسرح العربي.
- جهود المخرجين في تأسيس وتطوير المسرح في الإمارات.
- موسيقى اللغة، المسار للدراسات والاستشارات والنشر

- تطور النشاط المسرحي في منطقة الخليج (كتاب باللغة الإنجليزية)

## أعماله
- خيانة وطن - مسلسل - 2016
- لن اطلب الطلاق 2013
- حبر العيون - مسلسل 2012
- اليحموم - مسلسل - 2012
- جفنات العنب - مسلسل 2011
- طماشة 3 - مسلسل 2011
- أحلام سعيد - مسلسل 2010
- بنات آدم - مسلسل 2010 سند
- طماشة 2 - مسلسل 2010
- الجيران [ب] - مسلسل 2009
- طماشة 1 - مسلسل 2009
- حاير طاير ج5 - مسلسل 2008
- حظ يا نصيب - مسلسل 2008 مفتاح
- نص درزن - مسلسل 2008
- شاهين [ب] - مسلسل 2007
- مطعم تشي توتو (المطعم) - مسلسل 2006
- جمرة غضى - مسلسل 2006 فيصل
- دعاة على أبواب جهنم - مسلسل 2006
- أسد الجزيرة - مسلسل 2006 إبراهيم المضف
- الرحى - مسلسل 2006
- عقاب - فيلم 2006
- حاير طاير ج 4 - مسلسل 2005
- الطريق الوعر - مسلسل 2005
- سرى الليل - مسلسل 2004
- ياخوي - مسلسل 2003
- حلم الإمارات - فيلم وثائقي/تسجيلي 2002 أداء صوت التاريخ
- حاير طاير ج3 - مسلسل 2001
- جواهر ج2 - مسلسل
- قبل الاوان - مسلسل 2014
- مرمر زماني - مسلسل 1996
- مسلسل جواهر الجزء الثاني عام 1996 تم تصويرها ب العاصمة الأردنية عمان
- لو اني اعرف - مسلسل رمضان 2015
- ساعة الصفر - مسلسل

## وصلات خارجية
- حبيب غلوم على موقع قاعدة بيانات الأفلام العربية